# آک‌کول
آک‌کول (انگلیسی: Akkul) یک شهرک در شهرستان کارماسکالینسکی استان باشقیرستان کشور روسیه است.